# Sedum multiceps
Sedum multiceps là một loài thực vật có hoa trong họ Crassulaceae. Loài này được Coss. & Durieu miêu tả khoa học đầu tiên năm 1862.